# Apseudes heroae
Apseudes heroae är en kräftdjursart som beskrevs av Jürgen Sieg. Apseudes heroae ingår i släktet Apseudes och familjen Apseudidae. Inga underarter finns listade i Catalogue of Life.